# 閃翅環蝶屬
閃翅環蝶屬（學名：Eryphanis）是閃蝶亞科大翅環蝶族中的一個屬。分佈於新熱帶界。寄主植物為棕櫚科植物。

## 物種
暗邊閃翅環蝶種團
- 暗邊閃翅環蝶 （Eryphanis automedon）(Cramer, [1775])——同紫閃翅環蝶

閃翅環蝶種團
- 閃翅環蝶 （Eryphanis aesacus） (Herrich-Schäffer, 1850)
- 藍閃翅環蝶 （Eryphanis gerhardi） (Weeks, 1902)
- 彩閃翅環蝶 （Eryphanis reevesii） (Doubleday, [1849])
- 珠閃翅環蝶 （Eryphanis zolvizora） (Hewitson, 1877)